# Епархия Датуна
Епархия Датуна (лат. Dioecesis Tatomensis) — епархия Римско-Католической церкви c центром в городе Датун, Китай. Епархия Датуна входит в митрополию Тайюаня. Кафедральным собором епархии Датуна является церковь Непорочного Сердца Пресвятой Девы Марии.

## История
14 марта 1922 года Римский папа Пий XI издал буллу Concreditum Nobis, которой учредил апостольскую префектуру Датунфу, выделив её из апостольского викариата Северного Шаньси (сегодня — Архиепархия Тайюаня). Руководство апостольской префектурой было поручено мужской монашеской конгрегации Непрочного Сердца Марии.
17 июня 1932 года апостольская префектура Датунфу была преобразована в апостольский викариат Датунфу буллой Ut prosperitati spirituali Римского папы Пия XI .
11 апреля 1946 года Римский папа Пий XII издал буллу Quotidie Nos, которой возвёл апостольский викариат Датунфу в епархию Датуна.
8 июля 1990 года китайское правительство утвердило епископа Го Иньгуна из Католической Патриотической Ассоциации ординарием епархии Датуна. Это назначение не было подтверждено Святым Престолом.

## Ординарии епархии
- епископ Josephus Hoogers (3.03.1923 — 28.09.1931);
- епископ Franciscus Joosten (21.06.1932 — 20.11.1947);
- Sede vacante (с 20.11.1947 — по настоящее время).

## Источник
- Annuario Pontificio, Libreria Editrice Vaticana, Città del Vaticano, 2003
- Булла Concreditum Nobis, AAS, 14 (1922), стр. 273  (лат.)
- Булла Ut prosperitati spirituali, AAS 24 (1932), стр. 373  (лат.)
- Булла Quotidie Nos, AAS 38 (1946), стр. 301  (лат.)